# Myrmarachne hidaspis
Myrmarachne hidaspis är en spindelart som beskrevs av Lodovico di Caporiacco 1935. Myrmarachne hidaspis ingår i släktet Myrmarachne och familjen hoppspindlar. Inga underarter finns listade i Catalogue of Life.